# Jorge Solís
Jorge Iván Solís Pérez (Guadalajara, 23 ottobre 1979) è un pugile messicano.
Soprannominato Coloradito, ha detenuto diversi titoli regionali, come la corona dei pesi piuma dello stato di Jalisco, il titolo messicano dei superpiuma e piuma, e WBA del Fedecentro.